# Hit Your Heart
Hit Your Heart(HUH)은 포미닛의 두 번째 EP 음반이다. 2010년 5월 19일에 발매되었다. 큐브 엔터테인먼트가 제작하였고 (주)유니버설 뮤직이 유통을 하였다. 엠 카운트다운에서 1위를 하였다.

## 특징
타이틀곡은 2번트랙인 "HUH"로 신사동 호랭이가 작곡하였다."HUH"는 '하'라 읽으며 되며 우리말로 '흥!'이라고 비웃는 소리와 같다고 소속사측이 밝혔다. 또한 세련되고 감각적인 사운드의 얼반힙합곡으로 독특한 가사와 개성넘치는 보컬이 눈에 뛴다고 하였다.
2010년 5월 19일 뮤직비디오의 풀버전과 음원이 공개되었는데, 공개즉시 싸이월드 배경음악차트 1위까지 올라갔다. 또한 뮤직비디오는 같은 소속사 그룹인 비스트가 나와 화제가 되었으며, 1번째 트랙의 "Who`s Next?"는 비스트가 피쳐링도 하였다.
방송은 20일 엠카운트다운을 시작으로 21일에는 뮤직뱅크, 22일에는 음악중심 순으로 "Who`s Next?"와 "HUH"를 공연하며 화려한 퍼포먼스와 함께 컴백하였다. 후에 엠 카운트다운에서 1위를 하는등 인기를 끌었고, 후속곡 "I My Me Mine"으로 활동하였다. "I My Me Mine"은 일본에서 일본어 버전으로 두 번째 싱글로 발매되기도 한다.

## 수록곡
| #  | 제목                           | 작사                 | 작곡                 | 재생 시간 |
| -- | ------------------------------ | -------------------- | -------------------- | --------- |
| 1. | 〈Who`s Next? (Feat. 비스트)〉 | 신사동호랭이         | 신사동호랭이         | 1:57      |
| 2. | 〈HUH〉                        | 신사동호랭이, 용준형 | 신사동호랭이         | 3:48      |
| 3. | 〈Invitation〉                 | 신사동호랭이         | 신사동호랭이, 임상혁 | 3:22      |
| 4. | 〈I My Me Mine〉               | 신사동호랭이, 이상호 | 신사동호랭이, 이상호 | 3:26      |
| 5. | 〈Bababa〉                     | 김기범, 강지원       | 김기범, 강지원       | 3:27      |
| 6. | 〈Highlight〉                  | 김기범, 강지원       | 김기범, 강지원       | 3:30      |
| 7. | 〈태연하게 당연하게〉          | 김기범, 강지원       | 김기범               | 4:01      |